# Vítod obecný
Vítod obecný (Polygala vulgaris) je drobná, vytrvalá bylina s modrými, růžovými nebo bílými květy. Je jedním z osmi druhů rodu vítod, které vyrůstají v České republice a je považován za původní druh. Morfologicky je dost proměnlivý, jeho variabilita se projevuje především ve velikosti a barvě květů i celkovém vzrůstu.
Roste téměř po celé Evropě a také v Malé Asii. V Česku se vyskytuje roztroušeně (v termofytiku) až hojně (v mezofytiku).

## Ekologie
Tento hemikryptofyt se nejčastěji vyskytuje na oligotrofních loukách a nehnojených pastvinách, na mezích, vřesovištích i ve světlých borových lesích. Vyhovují mu osluněná i polostinná stanoviště s mírně vlhkou půdou. Rozkvétá od května do srpna.

## Popis
Vytrvalá rostlina nejvýše 25 cm vysoká s četnými, poléhavými, vystoupavými až přímými lodyhami vyrůstajícími z rozvětveného oddenku. Tenké, tuhé, jednoduché nebo málo větvené lodyhy jsou lysé a na bázi někdy dřevnatí. Jsou poměrně hustě porostlé přisedlými, střídavými listy, které jsou někdy vespod nahloučené, ale netvoří přízemní růžici. Dolní listy jsou kratší, měří jen 5 až 15 mm a jsou obvejčité až elipsovité. Střední a horní listy jsou kopinaté, mají délku 15 až 35 mm a směrem vzhůru se zmenšují a přecházejí v blanité listeny, které brzy opadávají. Všechny listy jsou celokrajné, na koncích tupě špičaté, leskle zelené a lysé, v době květu je spodní část lodyhy již bezlistá.
Květenství, tvořeno deseti až čtyřiceti květy, bývá 5 až 12 cm dlouhé a tvoří konečný hrozen. Oboupohlavné, pětičetné květy na krátkých stopkách zpočátku směřují vzhůru, ale po odkvětu se sklápějí dolů. Bývají zbarveny obvykle modře, řidčeji bílé a ojediněle červeně.
Květ má pět vytrvalých kališních lístků, z nichž dva postranní jsou křídlatě rozšířené. Koruna je tvořená jen třemi lístky srostlými v trubku, dva její lístky zakrněly. Spodní korunní lístek je člunkovitě vydutý a má vpředu deseti až dvacetinásobně rozeklaný přívěsek, o který se hmyz hledající nektar otírá. Korunní lístky bývají zbarvené modře až modrofialově, zřídka jsou bílé, růžové nebo červenofialové, shodně jsou zbarveny i křídlaté lístky kališní.
Tyčinky v květu jsou dvojbratré, je jich osm a jsou rozděleny do dvou stejných svazečků a nitkami přirůstají ke korunní trubce. Semeník je svrchní a má jednu čnělku se lžícovitým zakončením. do něhož vypadává zralý pyl z prašníků. Blizna jazýčkovitého tvaru ronící nektar se nachází na čnělce pod tímto zvláštním zakončením. Často je blizna zúrodněna pylem z vlastního květu dříve, než opylující hmyz donese cizí pyl. Květ je uzpůsoben pro opylování velkým a silným hmyzem (čmeláci, včely). Ploidie druhu je 2n = 68.

## Rozmnožování
Plodem je dvoupouzdrá, krátce stopkatá, asi 6 mm dlouhá srdčitá tobolka, která je u báze zúžena, na vrcholu vykrojená a je obalená vytrvalým kalichem. Obsahuje dvě podlouhlá, tmavá a hustě chlupatá semena s masíčkem, která mají dobu klíčivosti kratší než jeden rok.
Po nejbližším okolí se vítod obecný rozmnožuje rozrůstáním větvícího se oddenku, na větší vzdálenosti semena. Ta s oblibou rozšiřují mravenci, okusující z nich na živiny bohaté masíčko.

## Galerie

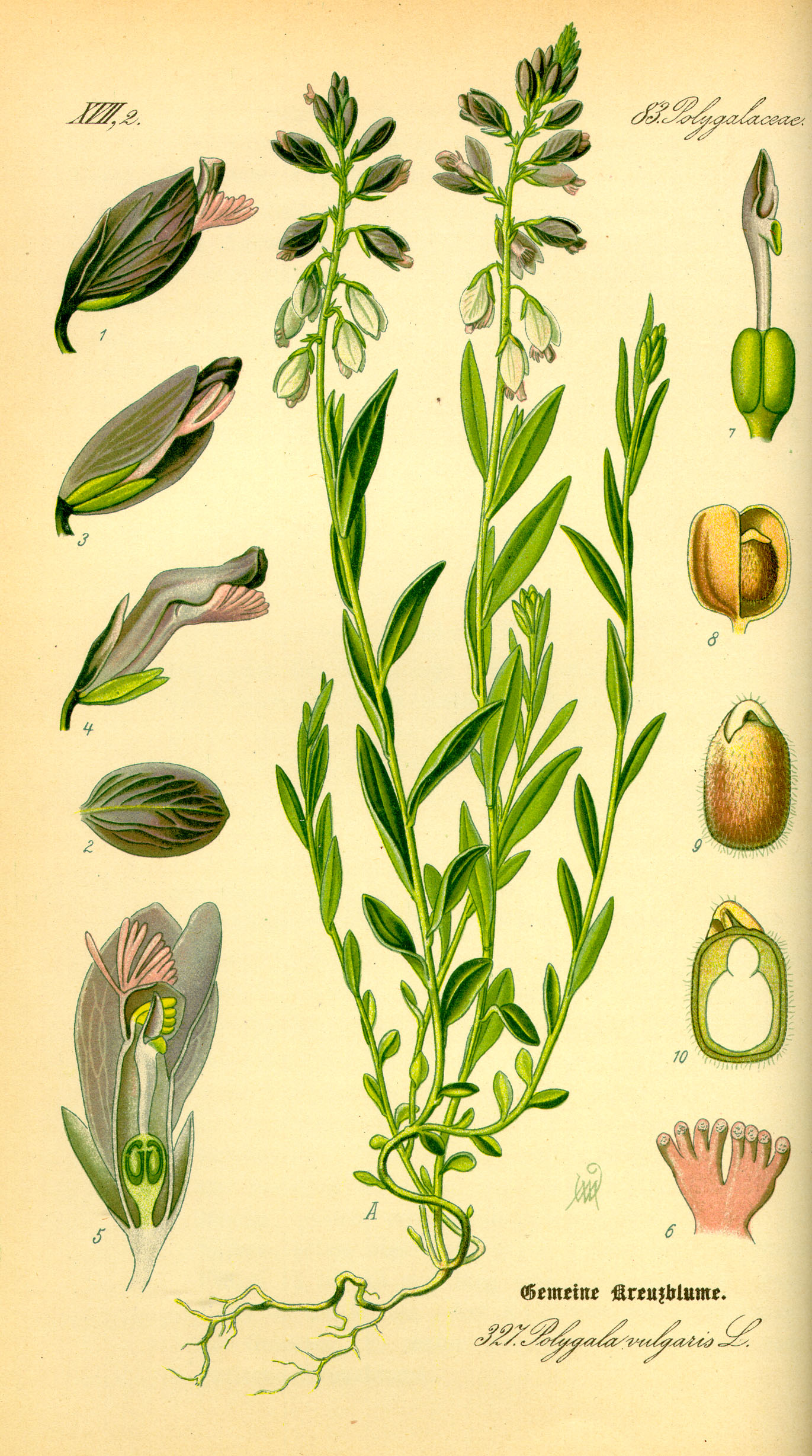
Zobrazení
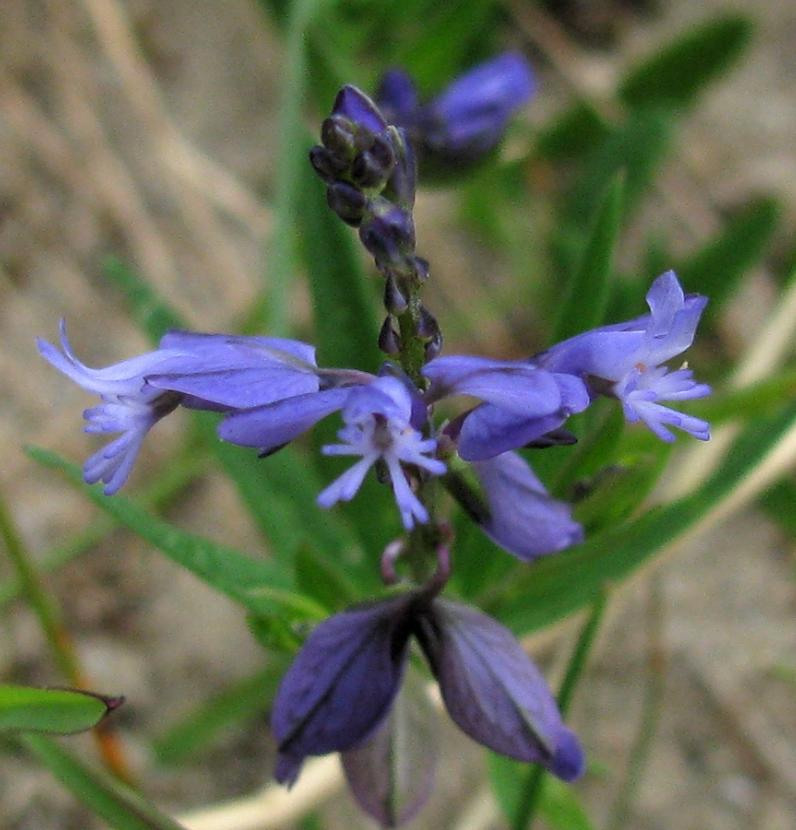
Květenství
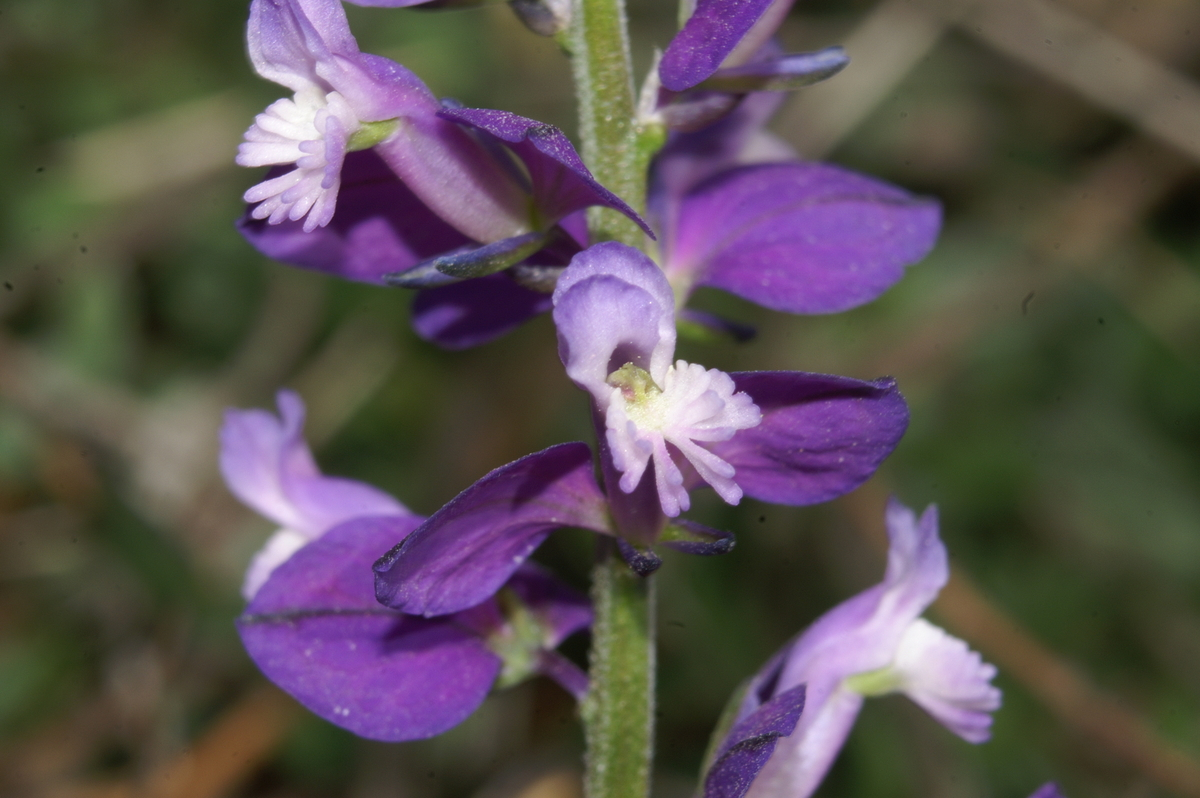
Květy